# Gran Premio di Spagna 1971
Il Gran Premio di Spagna 1971, XVII Gran Premio de España di Formula 1 e seconda gara del campionato di Formula 1 del 1971, si è disputato il 18 aprile sul Circuito del Montjuïc ed è stato vinto da Jackie Stewart su Tyrrell-Ford Cosworth.

## Qualifiche
| Pos | No | Pilota               | Costruttore      | Squadra                           | Tempo  | Gap  |
| --- | -- | -------------------- | ---------------- | --------------------------------- | ------ | ---- |
| 1   | 4  | Jacky Ickx           | Ferrari          | Scuderia Ferrari SpA SEFAC        | 1:25.9 |      |
| 2   | 5  | Clay Regazzoni       | Ferrari          | Scuderia Ferrari SpA SEFAC        | 1:26.0 | +0.1 |
| 3   | 20 | Chris Amon           | Matra            | Equipe Matra Sports               | 1:26.0 | +0.1 |
| 4   | 11 | Jackie Stewart       | Tyrrell-Ford     | Elf Team Tyrrell                  | 1:26.2 | +0.3 |
| 5   | 14 | Pedro Rodríguez      | BRM              | Yardley Team BRM                  | 1:26.5 | +0.6 |
| 6   | 21 | Jean-Pierre Beltoise | Matra            | Equipe Matra Sports               | 1:26.6 | +0.7 |
| 7   | 10 | Peter Gethin         | McLaren-Ford     | Bruce McLaren Motor Racing        | 1:26.8 | +0.9 |
| 8   | 6  | Mario Andretti       | Ferrari          | Scuderia Ferrari SpA SEFAC        | 1:26.9 | +1.0 |
| 9   | 9  | Denny Hulme          | McLaren-Ford     | Bruce McLaren Motor Racing        | 1:27.1 | +1.2 |
| 10  | 15 | Jo Siffert           | BRM              | Yardley Team BRM                  | 1:27.3 | +1.4 |
| 11  | 27 | Henri Pescarolo      | March-Ford       | Frank Williams Racing Cars        | 1:27.5 | +1.6 |
| 12  | 12 | François Cevert      | Tyrrell-Ford     | Elf Team Tyrrell                  | 1:27.7 | +1.8 |
| 13  | 18 | Ronnie Peterson      | March-Ford       | STP March Racing Team             | 1:27.8 | +1.9 |
| 14  | 2  | Emerson Fittipaldi   | Lotus-Ford       | Gold Leaf Team Lotus              | 1:27.9 | +2.0 |
| 15  | 7  | Graham Hill          | Brabham-Ford     | Motor Racing Developments Ltd     | 1:28.4 | +2.5 |
| 16  | 3  | Reine Wisell         | Lotus-Ford       | Gold Leaf Team Lotus              | 1:28.6 | +2.7 |
| 17  | 16 | Howden Ganley        | BRM              | Yardley Team BRM                  | 1:28.6 | +2.7 |
| 18  | 17 | Andrea De Adamich    | March-Alfa Romeo | STP March Racing Team             | 1:29.5 | +3.6 |
| 19  | 25 | Rolf Stommelen       | Surtees-Ford     | Auto Motor Und Sport Team Surtees | 1:29.6 | +3.7 |
| 20  | 19 | Alex Soler-Roig      | March-Ford       | STP March Racing Team             | 1:29.8 | +3.9 |
| 21  | 8  | Tim Schenken         | Brabham-Ford     | Motor Racing Developments Ltd     | 1:30.6 | +4.7 |
| 22  | 24 | John Surtees         | Surtees-Ford     | Brooke Bond Oxo Team Surtees      | 1:30.8 | +4.9 |

## Gara
| Pos | No | Pilota               | Costruttore      | Giri | Tempo/Ritiro            | Pos. Griglia | Punti |
| --- | -- | -------------------- | ---------------- | ---- | ----------------------- | ------------ | ----- |
| 1   | 11 | Jackie Stewart       | Tyrrell-Ford     | 75   | 1:49:03.4               | 4            | 9     |
| 2   | 4  | Jacky Ickx           | Ferrari          | 75   | + 3.4                   | 1            | 6     |
| 3   | 20 | Chris Amon           | Matra            | 75   | + 58.1                  | 3            | 4     |
| 4   | 14 | Pedro Rodríguez      | BRM              | 75   | + 1:17.9                | 5            | 3     |
| 5   | 9  | Denny Hulme          | McLaren-Ford     | 75   | + 1:27.0                | 9            | 2     |
| 6   | 21 | Jean-Pierre Beltoise | Matra            | 74   | +1 Giro                 | 6            | 1     |
| 7   | 12 | François Cevert      | Tyrrell-Ford     | 74   | +1 Giro                 | 12           |       |
| 8   | 10 | Peter Gethin         | McLaren-Ford     | 73   | +2 Giri                 | 7            |       |
| 9   | 8  | Tim Schenken         | Brabham-Ford     | 72   | +3 Giri                 | 21           |       |
| 10  | 16 | Howden Ganley        | BRM              | 71   | +4 Giri                 | 17           |       |
| 11  | 24 | John Surtees         | Surtees-Ford     | 67   | +8 Giri                 | 22           |       |
| NC  | 3  | Reine Wisell         | Lotus-Ford       | 58   | Non classificato        | 16           |       |
| Rit | 2  | Emerson Fittipaldi   | Lotus-Ford       | 54   | Sospensione             | 14           |       |
| Rit | 27 | Henri Pescarolo      | March-Ford       | 53   | Motore                  | 11           |       |
| Rit | 6  | Mario Andretti       | Ferrari          | 50   | Motore                  | 8            |       |
| Rit | 19 | Alex Soler-Roig      | March-Ford       | 46   | Pompa della benzina     | 20           |       |
| Rit | 17 | Andrea De Adamich    | March-Alfa Romeo | 26   | Differenziale           | 18           |       |
| Rit | 18 | Ronnie Peterson      | March-Ford       | 24   | Iniezione               | 13           |       |
| Rit | 5  | Clay Regazzoni       | Ferrari          | 13   | Motore                  | 2            |       |
| Rit | 25 | Rolf Stommelen       | Surtees-Ford     | 9    | Pressione della benzina | 19           |       |
| Rit | 15 | Jo Siffert           | BRM              | 5    | Cambio                  | 10           |       |
| Rit | 7  | Graham Hill          | Brabham-Ford     | 5    | Sterzo                  | 15           |       |

## Statistiche
Piloti
- 13ª vittoria per Jackie Stewart
- 10° podio per Chris Amon

Costruttori
- 1° vittoria per la Tyrrell
- 20° podio per la Matra

Motori
- 35° vittoria per il motore Ford Cosworth

Giri al comando
- Jacky Ickx (1-5)
- Jackie Stewart (6-75)

## Classifiche

### Piloti
| Pos. | Pilota               | Punti |
| ---- | -------------------- | ----- |
| 1    | Jackie Stewart       | 15    |
| 2    | Mario Andretti       | 9     |
| 3    | Jacky Ickx           | 6     |
| 4    | Chris Amon           | 6     |
| 5    | Clay Regazzoni       | 4     |
| 6    | Reine Wisell         | 3     |
| 7    | Pedro Rodríguez      | 3     |
| 8    | Denny Hulme          | 3     |
| 9    | Jean-Pierre Beltoise | 1     |

### Costruttori
| Pos. | Team         | Punti |
| ---- | ------------ | ----- |
| 1    | Ferrari      | 15    |
| 2    | Tyrrell-Ford | 15    |
| 3    | Matra        | 6     |
| 4    | Lotus-Ford   | 3     |
| 5    | BRM          | 3     |
| 6    | McLaren-Ford | 3     |